# 6766 Kharms
6766 Kharms è un asteroide della fascia principale. Scoperto nel 1982, presenta un'orbita caratterizzata da un semiasse maggiore pari a 2,6930084 UA e da un'eccentricità di 0,1728093, inclinata di 3,19160° rispetto all'eclittica.